# 賈馳
賈馳（?—?），字、籍貫皆不詳。
久困於考場。大和九年（835年）鄭確榜進士，據說主考官聽到《秋入關》：“河上微風來，關頭樹初濕。今朝關城吏，又見孤客入。上國誰與期，西來徒自急。”一詩，起憐才之意，才及第。仕途不顯，沒當大官，士林多称“贾先辈”，可見頗得敬重。其餘事蹟失考。《全唐诗》存其詩二首。